# フィフィー
フィフィー（fifie）とは、帆船（ヨット）の1種である。

## 概要

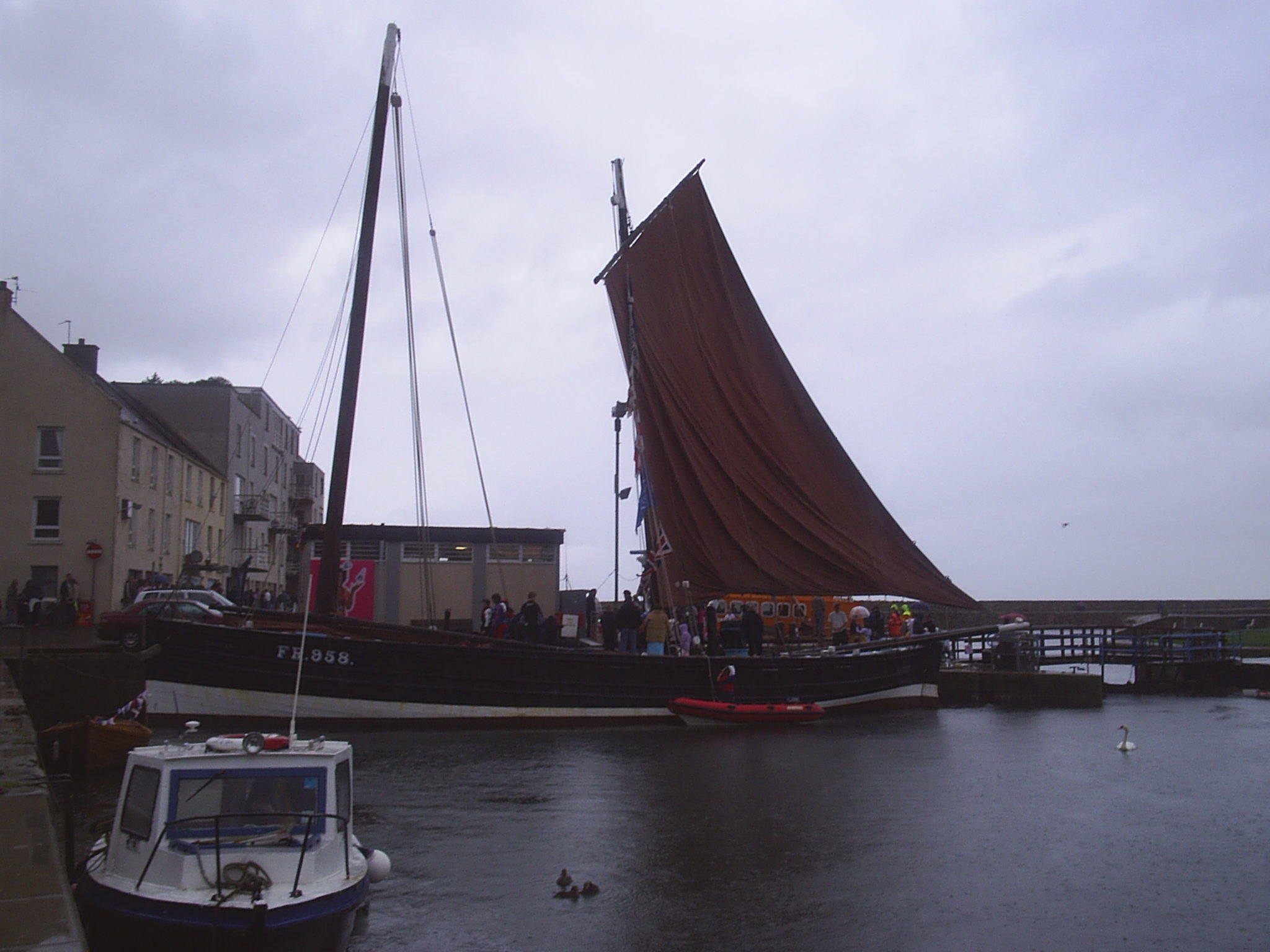
停泊中のフィフィー

フィフィーは、スコットランド東海岸で製造されるヨットのデザインで、1850年代から20世紀に至るまで漁師によって使われた。主に流し網漁法でニシンを獲るのに使われ、herring driftersとして知られている。
フィフィーは一直線の船首と船尾、長い竜骨と広い船腹を持つことが特徴で、これは水上でバランスをとることに役立った。しかし、長い竜骨は小さな港では操船を難しくした。
帆走のフィフィーは、ケッチ型帆装の2本のマストに縦帆を持つ。2つのマストは最大限の作業スペースと視界を得るために、船首と船尾に置かれた。大きなフィフィーのマストは20メートル以上にも達し、その大きな帆の為に非常に高速での航行が可能であった。
1860年以降は装飾が施されるようになった。1870年代以降の前進的な大きなフィフィーはキャラベル厚板で造られた。すなわち、それまで船の表面を覆っていた硬質れんがの代わりに、厚板材が端から端へ敷かれた。
この種の漁船は、現存しているものがない。Scottish Fisheries Museumではこのタイプの船を復活させ、Reaperと名付けた。シェトランド諸島のラーウィックではThe Swan Trustを保存し、それとは別に練習船The Swanとして復活させた。The Swanは現在でも毎年1,000人の訓練生を乗せ、カティサークTall Ships Racesに参加するためにフランス、デンマーク、オランダ、アイルランドなどの港を巡っている。